# Kliopsyllus capensis
Kliopsyllus capensis är en kräftdjursart som först beskrevs av Krishnaswamy 1957.  Kliopsyllus capensis ingår i släktet Kliopsyllus och familjen Paramesochridae. Inga underarter finns listade i Catalogue of Life.